# 62식 경전차
62식 경전차 또는 WZ131는 중화인민공화국에서 1960년대 초 59식 전차를 기반으로 개발한 경전차이다. 또한 62식은 주포의 구경을 줄이고 더 얇은 장갑과 소형의 보조 장비를 채용해 무게를 줄였다. 또한 이 전차는 인민해방군과 다른 여러 국가에서 아직 사용중이다. 그리고 2000년에 62G식으로 대대적으로 개량되어 인민해방군에 납품되었다.

## 개발사
59식 전차를 개발하고 있을 때 무거운 중량으로 남중국에서 작전하기에는 많은 어려움이 있는 것은 명백했다. 남중국은 지형적으로 산과 구릉, 논, 호수, 강, 하천 등으로 이뤄져 있어 기동중 다리가 없거나 59식의 무게를 이기지 못하는 다리를 건너야하는 경우가 많았다. 그래서 해방군육군은 남중국에 성공적으로 배치할 수 있는 전차의 개발을 요구하게 되었다. 62식 경전차의 개발은 1958년 674 공장(하얼빈제일기계제작집단공사)에서 시작되어 시제차량인 59-16식의 제작이 1960년에 시작되어 1962년에 완료되었다. 공식적으로 1963년부터 생산되어 육군에 납품되었다.
중월전쟁의 경험을 바탕으로 한 개량형도 개발되었다. 33가지가 개량되었고 63-I식으로 명명되었다.
62식 경정차에 63A식 수륙양용 경전차의 포탑을 탑재하는 시도가 실패한 후, 62식에 맞는 신형포탑을 개발하여 탑재하고 63G식이라 명명하였다.

## 특징

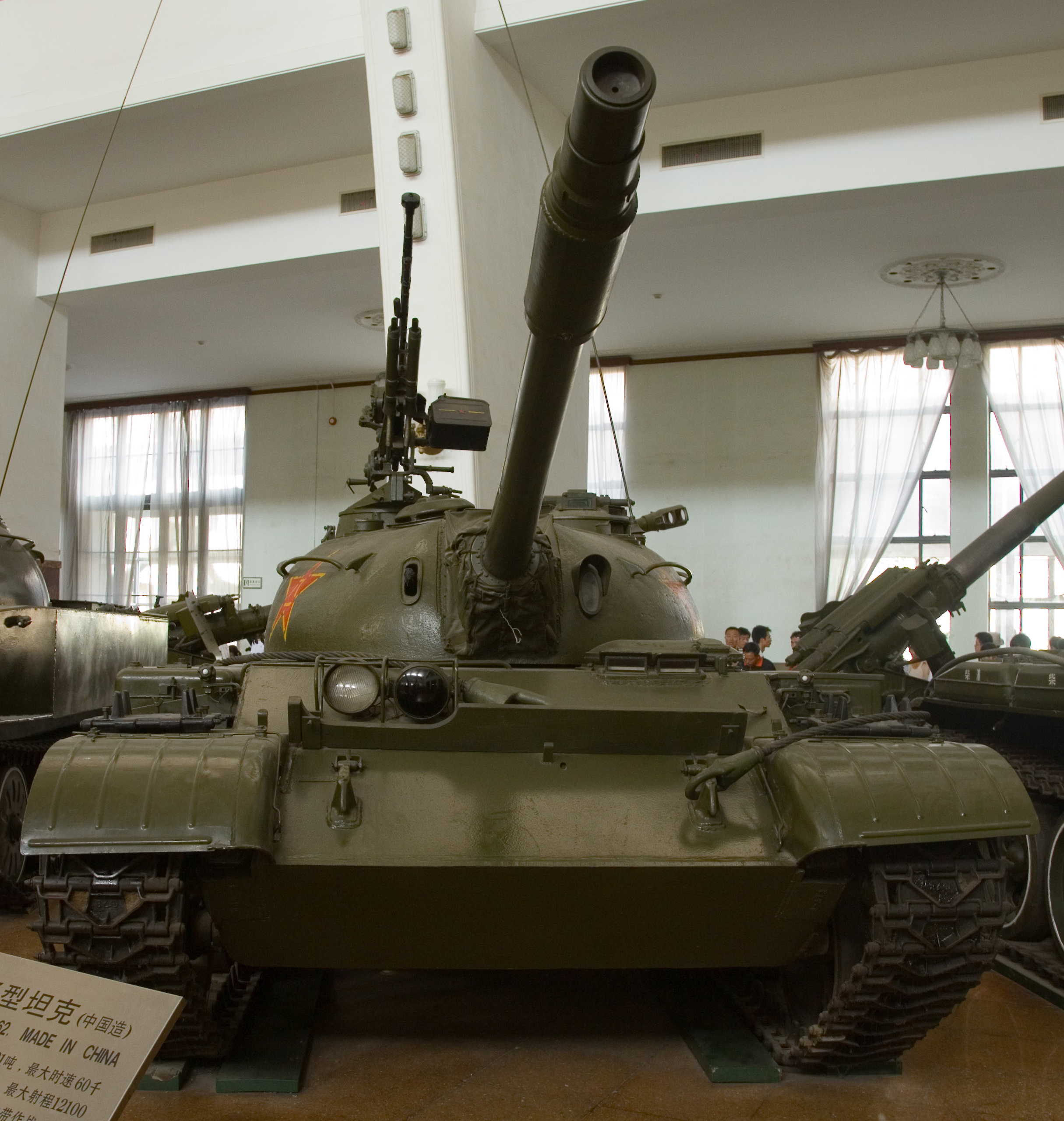
중국인민혁명박물관의 62식 경전차 전면.

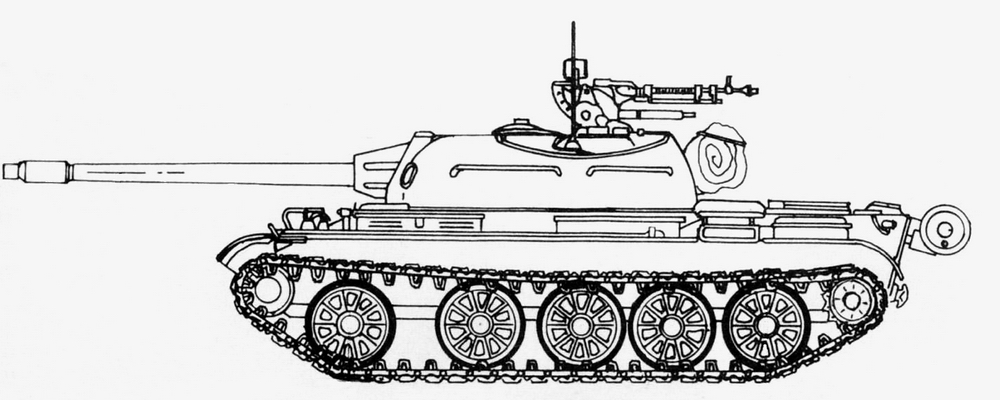
62식 경전차의 도면.

62식 경전차는 59식 주력전차의 간략형으로 85 mm 62-85TC식 강선포와 훨씬 간단한 사수 조준경, 얇은 장갑을 채용해 무게를 줄인 형식이다.
주무장은 포구끝에 배연기가 있는 62-85TC식 85 mm 강선포이다. 63식 수륙양용 경전차에 사용된 것과 같은 주포로 AP, APHE, HE, Frag-HE, HEAT, APFSDF-T와 연막탄을 발사할 수 있다. 주포의 최대사거리는 12,200 m 최대 유효사거리는 1,870 m이며, 분당 3~5발 속도로 사격할 수 있다. HEAT탄은 1,000 m에서 495 mm를 관통할 수 있고, APFSDF-T탄은 1,000 m에서 360 mm를 관통할 수 있다. 하지만 62식 경전차는 원시적인 광학조준경에 포 안정화 장치, 사격통제장치, 야시장비도 없어서 정확도가 매우 떨어진다. 62식은 부무장으로 54식 12.7 mm 대공기총(소련의 12.7 mm DShK 1938/46중기관총의 복제)이 포탑 우측 해치에 설치되어 있고, 59T식 7.62 mm 동축기관총, 59T식 7.62 mm 차체전면기관총이 있다. 또한 59T 7.62 mm 대공기총이 좌측 해치에 설치될 수 있다. 주조 포탑은 소련식의 반구형이다. 47발의 주포탄과 1,250발의 12.7 mm탄, 2000발의 7.62mm탄을 적재한다.
62식은 1번과 2번 사이에 상당한 공간이 있는 5개의 보기륜과 토션바 현가장치를 사용한다. 보기륜은 59식보다 작고 가볍다. 차체 후부의 기동륜과 전면의 유동륜에 의해 추진된다. 무게를 줄이려는 노력으로 59식 전차의 12150L 디젤엔진의 출력은 523마력(390kW)에서 430마력(321kW)으로 감소되었다. 개조된 12150L엔진은 상당한 무게를 절감했고 12150L-3이라 명명되었다. 이 신형엔진은 62식에게 노상 60 km/h, 야지 35 km/h, 주행 거리 500 km 와 20.5 마력/톤 (15.3 kW/톤)의 출력비를 갖게 했다. 62식은 0.8 m 높이의 수직 장애물과, 2.85 m의 참호, 30도의 경사면과 1.4 m 깊이의 하천을 도하할 수 있다(스노켈 장착시 5 m).
62식은 강철재 장갑으로 방호된다. 차체 장갑은 15~35mm 두께인 데 반해 포탑전면의 장갑은 50mm두께를 가진다. 62식의 장갑은 너무 얇아서 휴대용 대전차무기에 손쉽게 관통되었다.
그밖에 62식은 포탑 좌측에 안테나와 무전기를 장비하고 있다. 또한 762식 경지뢰제거 장비와 762A식 경다목적 지뢰제거 장비를 장착할 수 있고, 자체적으로 연료를 불완전 연소시켜 연막차장을 할 수 있다.

## 운용 역사
62식 경전차는 공식적으로 1963년부터 생산되어 인민해방군에 인도되었다. 1963년과 1989년 사이에 1,393대 이상의 차량이 제작되었다. 62식을 장비하고 있는 가장 유명한 부대는 광저우 군구의 43집단군 직속의 정찰대대이다.
전투 중 최초로 목격된것은 베트남 전쟁 중으로 중화인민공화국이 캄보디아 침공전 북베트남에 공급한 차량이다. 60년대와 70년대, 62식은 베트남 인민군에 의해 광범위하게 쓰여졌고, 1975년의 호치민 전역에서도 일익을 담당하였다. 1979년 중월전쟁에서 약 200대의 전차가 투입되었고 그중 대부분이 62식이었다. 중월전쟁 기간 중 62식의 얇은 장갑으로 약 반 수이상의 손실을 입었다. 그 후부터 62식은 정찰, 화력지원, 경장갑차량과의 전투 등의 보조적 임무로 변경되었다.
인민해방군이 운용중인 약 400대의 대부분 62식은 62-I식과 62G식으로 개수되었다. 62-I식으로의 개수는 중월전쟁의 전훈을 바탕삼아 1979년에 수행되었고, 62G로의 개수는 2000년에 수행되었다. 얼마나 많은 대수의 62식이 개수되었고, 어떤 부대가 운용중인지는 불명이지만 2005년 CCTV가 2대의 62G식이 광저우 군구의 포병 연대에서 연대의 정찰대로서 소속되어 있는 것을 방영한 적이있다. 62식 경전차가 가까운 미래에 인민해방군에서 퇴역할 것 같지는 않다.
62식은 조선민주주의인민공화국, 베트남, 캄보디아, 방글라데시, 탄자니아, 콩고민주공화국, 콩고공화국, 말리와 알바니아에 수출되었다.

## 실전 기록
- 1959 ~1979년의 베트남 전쟁
- 1979년의 중월전쟁

## 계열 차량

### 중화인민공화국
- 59-16식 - 62식의 시제차량.
- 62식 - 59식 전차의 경량화. 제조사 명칭, WZ131.
- 62-I식 - 중월전쟁의 전훈에 따라 개량된 62식이다. 외부 레이저 거리측정기와 정확도가 향상된 62-85TC식 85mm 강선포, 54식 12.7 mm 대공기총의 포방패를 포함해 33가지가 개량되었다. WZ131A이라는 제조사 명칭으로도 알려져 있다. 후기형은 포탑에 연막탄 발사기 묶음과 사이드스커트를 장착하기도 했다.
- 70식 62-I식과 같은 개수를 거쳤지만 레이저 거리 측정기를 장비하지 않은 차량.
- 62G(改)식 - 가장 최신의 62식으로 폭발반응장갑을 장착하고 종래의 주조 포탑을 전면에 복합장갑을 채용하고 양현에 연막탄 발사기를 설치한 신형 용접 포탑으로 교체한 차량이다. 배연기가 있는 더 강력한 105 mm 강선포와 수직 안정화 장치, 원시적인 사격통제장치, 야시장비가 장착되었다.
- 79식 - 62식에 기반한 회수차량. 시제차만 있다.
- GJT 211 - 62식의 차대에 기반한 장갑 불도저.
- GSL 131 - GSL 211 지뢰제거 전차. 82식으로도 알려져 있다.

### 방글라데시
- 최초 1개 연대의 62식을 운용중이었으나 14대를 제외하고 병력 수송 장갑차, 보병전투차, 자주포(오토멜라라 105mm 야포 탑재)로 개수되었다.

## 운용 국가
- 알바니아 - 50. 최초 75대 구매.
- 방글라데시 - 320, 14대의 62식이 운용중이다. 일부는 62-I식으로 개수되었다. 최근 18대가 장갑차로 개수되었고, 22대가 자주포로 개수되었다.
- 캄보디아 - 20
- 자이르,  콩고 민주 공화국 - 48
- 말리 - 1개 대대의 PT-76 수륙양용전차와 62식 경전차.
- 중화인민공화국 - 1,393 대 이상의 62식이 생산되었다. 1985, 1990, 1995, 2000과 2003에 800대가 운용중이었다. 2005에는 400대가 운용중이다.
- 콩고 공화국
- 수단
- 탄자니아 - 66
- 베트남 - 약 200

### 이전 운용국
- 베트남 민주공화국 - 베트남으로 넘어감.
- 조선민주주의인민공화국 - 50, 1995년 퇴역.[1]